# Liberal Party of Gibraltar
Die Liberal Party of Gibraltar (Libs oder LPG) ist eine liberale Partei in Gibraltar. Sie tritt ebenso wie ihre Mitgliedsorganisationen für das Selbstbestimmungsrecht Gibraltars ein. Parteivorsitzender ist seit 1992 Joseph Garcia.

## Geschichte
Die Partei wurde 1991 als National Party of Gibraltar gegründet und 1999 in Liberal Party of Gibraltar umbenannt. 

## Wahlen
Bei den Parlamentswahlen 1992 trat die Partei erstmals an, konnte jedoch keinen Sitz gewinnen. Nachdem die Partei auch 1996 bei den Parlamentswahlen erfolglos geblieben war, wurde 1999 bei einer Nachwahl Joseph Garcia in das Gibraltar House of Assembly gewählt. Seit 2000 bildet die Liberal Party bei Wahlen eine Allianz mit der Gibraltar Socialist Labour Party (GSLP). Dies brachte ihr bei den Parlamentswahlen 2000 und 2003 jeweils zwei Sitze ein. Bei den Parlamentswahlen 2007 konnte sie sich auf drei Sitze verbessern, die sie auch 2011 erreichte. Da sich die GSLP von vier auf sieben Sitze verbesserte, konnte die Allianz mit elf von siebzehn Sitzen die Regierung bilden. Auch bei den Parlamentswahlen 2015 und 2019 erreichte die Liberal Party of Gibraltar 3 Sitze und bildet mit der GSLP die Regierung. Gemeinsam kommt die Koalition auf 10 Sitze.

### Wahlergebnisse
| Jahr | Wahl                  | Wähler | Stimmenanteil | Sitze | Sitze des Bündnis 2 |
| ---- | --------------------- | ------ | ------------- | ----- | ------------------- |
| 1992 | Parlamentswahl 1992 1 | 4.209  | 04,66 %       | 0/15  | –                   |
| 1996 | Parlamentswahl 1996 1 | 5.932  | 04,68 %       | 0/15  | –                   |
| 2000 | Parlamentswahl 2000 2 | 17.286 | 14,95 %       | 2/15  | 7/15                |
| 2003 | Parlamentswahl 2003 2 | 16.538 | 14,61 %       | 2/15  | 7/15                |
| 2007 | Parlamentswahl 2007 2 | 21.120 | 13,65 %       | 3/17  | 7/17                |
| 2011 | Parlamentswahl 2011 2 | 25.590 | 14,64 %       | 3/17  | 10/17               |
| 2015 | Parlamentswahl 2015 2 | 30.399 | 20,61 %       | 3/17  | 10/17               |
| 2019 | Parlamentswahl 2019 2 | 24.546 | 15,50 %       | 3/17  | 10/17               |
| 2023 | Parlamentswahl 2023 2 | 26.241 | 14,60 %       | 2/17  | 9/17                |